# Mihály Farkas
Mihály Farkas (né Hermann Lőwy le 18 juillet 1904 et mort le 6 décembre 1965) est un homme politique communiste hongrois.

## Biographie

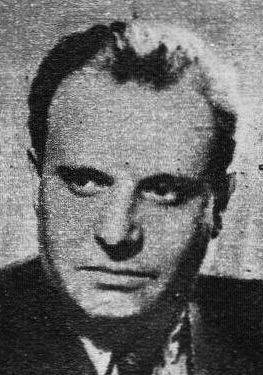

Mihály Farkas est né en 1904 à Abaújszántó de parents juifs, dans le comté d’Abaúj-Torna du Royaume de Hongrie, et devient communiste dans les années 1920. Il vit à Košice et à Prague. Il combat dans la guerre civile espagnole ; plus tard, il se réfugie en Union soviétique. Il retourne en Hongrie à la fin de 1944 aux côtés d’autres communistes hongrois et devient membre du Comité central, du Comité politique et du Secrétariat du Parti communiste hongrois à partir de mai 1945. En 1945, il devient sous-secrétaire aux Affaires intérieures. En 1946, il est élu secrétaire adjoint et devient président du comité de gestion du parti.
Il est ministre de la Défense nationale du 9 septembre 1948 au 2 juillet 1953. Il est l’une des principales personnalités de l’ère Rákosi. En 1956, il est expulsé du parti et condamné. Il est libéré de prison en 1961 et passe ses dernières années à travailler comme rédacteur et éditeur à Budapest, où il meurt en 1965.
Son fils Vladimir est colonel de la police de sécurité à l’époque de Rákosi.

## Récompenses
- Ordre de la République populaire hongroise 1re et 2e classes (1949)
- Ordre de la Liberté Classe Argent (1945) et Classe Or (1946)
- Ordre de Kossuth 1re classe (1950)
- Médaille de la sécurité publique Silver Grade (1947, décernée pour les services rendus en tant que ministère de l’Intérieur de la Sécurité d’État)
- Médaille commémorative 1848-1948
- Médaille « Pour la victoire sur l’Allemagne dans la Grande Guerre patriotique 1941-1945 »
- Mérite de l’étoile de la brigade Garibaldi (1945)
- Ordre militaire du Lion blanc de 2e classe (1945)

## Sources
- (en) Cet article est partiellement ou en totalité issu de l’article de Wikipédia en anglais intitulé « Mihály Farkas » (voir la liste des auteurs).

1. 1 2  "Farkas Mihály | PLM Namespace". PLM Namespace. Retrieved 12 July 2021.
2. ↑   Hollander, Paul (1999). Political Will and Personal Belief: The Decline and Fall of Soviet Communism. New Haven, CT: Yale University Press. p. 247.